# Balatonkenese
Balatonkenese är en stad och kommun i distriktet Balatonalmádi i provinsen Veszprém i Ungern. Den ligger vid Balatonsjöns nordöstra hörn, cirka 87 kilometer sydväst om centrala Budapest. Kommunen har 2 559 invånare (2024), på en yta av 44,18 km².
Till Balatonkenese hörde tidigare det intilliggande Balatonakarattya, som sedan 2014 är en självständig kommun.

## Etymologi
Förledet Balaton avser den närbelägna Balatonsjön. Efterledet Kenese kan härledas till ett rekonstruerat sydslaviskt ord "Kneža", den ursprungliga betydelsen är alltså "furstes".

## Kommunikationer
Väg 71 längs Balatonsjöns norra strand går genom Balatonkenese. I staden finns också en järnvägsstation på sträckan mellan Székesfehérvár och Tapolca, varigenom Balatonkenese har järnvägsförbindelse med Budapest. Under sommarens högsäsong finns reguljär båtförbindelse med Tihany.

## Sevärdheter
- Hembygdsmuseum (tájház), Kossuth u. 6.
- Soós-hegy (även kallat Partfő) ligger på klintkustens höjdpunkt, cirka 80 meter över Balatonsjön, med vidsträckt utsikt över sjöns östra del. På platsen finns ett utsiktstorn och ett monument över skalden Lajos Soós. I det tunna lössjordslagret överst på klinten växer den sällsynta crambe tataria av strandkålssläktet.